# Fishcake

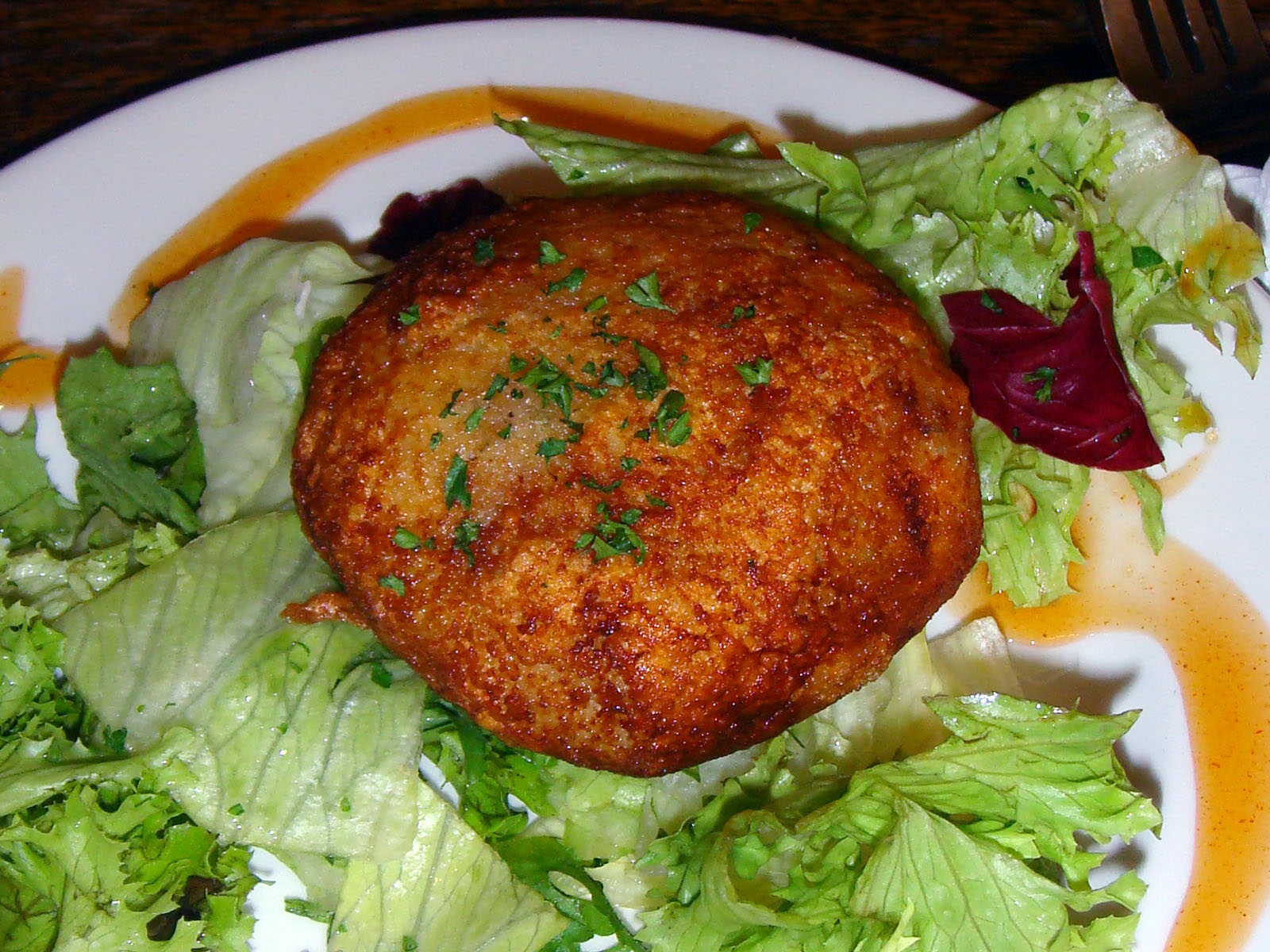
Fishcake servido sobre ensalada.

Un fishcake (en inglés ‘pastel de pescado’) es una receta parecida a una croqueta hecha con carne de pescado y patata, a veces cubierta de pan rallado o rebozada, y frita. Se sirven a menudo en fish and chips ingleses. Habitualmente se hace de bacalao, pero a medida que este escasea se emplean otros tipos de pescado blanco, como abadejo o pescadilla. Los fishcakes también pueden hacerse con pescados azules, como el salmón, para obtener un sabor muy diferente.
También se han hecho tradicionalmente fishcakes de pescados en salazón (habitualmente bacalao, abadejo o carbonero). Incluso se preparan sin pan rallado ni rebozado.

## Historia
El fishcake se ha considerado una forma de aprovechar sobras que de otra forma se desecharían. En el Book of Household Management del siglo XIX de Mrs Beeton la receta de fishcake incluye «sobras de pescado» y «patata fría». Recetas más modernas añaden otros ingredientes al plata, como salmón ahumado y verduras.

## Variantes

### Reino Unido
En Yorkshire el fishcake tradicional consiste en dos rodajas de patata (a veces cocida) con recortes de pescado entre ellas, rebozadas y fritas.
También hay una variante vendida en Castleford (West Yorkshire) y alrededores, llamada parsley cake (‘pastel de perejil’), que consiste en pescado picado, puré de patata y perejil fresco, cubierto de pan rallado y frito.

### Otros países
- En Dinamarca los fiskefrikadeller son pasteles ligeramente alargados fritos en sartén, muy parecidos a los frikadeller normales. No suelen recubrirse con pan rallado. En Jutland del Sur los fiskefrikadeller contienen a veces manteca de cerdo ahumada.
- En Suecia son frecuentes los fiskbullar enlatados, que a diferencia da los fiskefrikadeller no se fríen, sino que se cuecen y por tanto son casi completamente blancos.
- En Noruega se hacen bolas de pescado con fiskeboller esféricas de farsa.
- En el norte de Alemania los fishcakes se denominan fischfrikadellen.
- En partes del este de Asia se hacen bolas de pescado con masa de pescado machacado (no picado).
- En Japón el pescado blanco se muele y se cuece al vapor hasta obtener un bloque llamado kamaboko.
- En la gastronomía judía, el gefilte fish consiste en pastelitos de pescado blanco mezclado con matzá o jalá, escalfado en la piel de pescado.
- En Portugal, los pastéis de bacalhau son un tipo muy popular de fishcake hecho con bacalao, patata, perejil y huevo.